# Pseudocollix hyperythra
Pseudocollix hyperythra là một loài bướm đêm trong họ Geometridae.